# Coelotes hiruzenensis
Coelotes hiruzenensis là một loài nhện trong họ Amaurobiidae.
Loài này thuộc chi Coelotes. Coelotes hiruzenensis được miêu tả năm 2009 bởi Nishikawa.